# Второй Латеранский собор

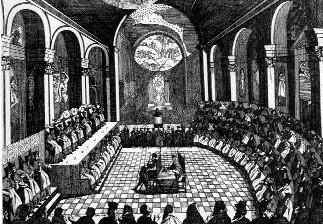

Второй Латера́нский собор (в традиции римско-католической церкви 10-й Вселенский собор) — созванный в Латеране в апреле 1139 года папой Иннокентием II синод, осудивший учение Петра Бруйского и Арнольда Брешианского, признавший Анаклета II антипапой, а также подтвердивший избрание Иннокентия II.

## История созыва
Второй Латеранский Собор был проведён в апреле 1139 года. Причиной его созыва стала нейтрализация последствий раскола, который возник после смерти Римского папы Гонория II, умершего в феврале 1130 года. После смерти Гонория II римский престол заняли избранные двумя противоборствующими группами кардиналов Анаклет II и Иннокентий II. В 1135 году Иннокентий II провёл синод в Пизе, который подтвердил полномочия Иннокентия II и осудил Анаклета II. Смерть Анаклета II в январе 1138 года в значительной степени облегчила решению противоречий между соперничающими группировками. Тем не менее, Иннокентий II решил созвать X Вселенский Собор, который подтвердил бы его полномочия.

## Решения Собора
Иннокентий II во вступительном слове осудил иерархов, рукоположённых по решению Анаклета II, а также всех его светских сторонников. Сицилийский король Рожер II был подвергнут отлучению от церкви за поддержку раскола.
Второй Латеранский Собор осудил учение Арнольда Брешианского и Петра Бруйского. Многие каноны, принятые на Соборе, касались только церковной дисциплины.

## Важнейшие каноны
- Канон 4 — Предписывает духовенству одеваться в скромную одежду;
- Каноны 6, 7, 11 — Осуждает сожительство священнослужителей с женщинами;
- Канон 14 — Запрещает рыцарские состязания под страхом отлучения от церковного погребения;
- Канон 20 — Царствующие особы при совершении правосудия должны советоваться с епископами;
- Канон 25 — Запрещает священнослужителям принимать от мирян бенефиции;
- Канон 27 — Запрещает монахиням совместное пение в хоре с монахами;

Второй Латеранский Собор подтвердил право монашеских орденов участвовать в выборах епархиального епископа, а также, согласно некоторым источникам, запретил использование против христиан и католиков арбалетов и луков, как развлечение в своего рода турнире, бытовавшем в те времена.